# OC-14

Croquis de l'OC-14 en 9 mm avec une poignée antérieure

 (mars 2016).
L'OC-14 (parfois orthographié OTs-14) est un fusil d'assaut bullpup conçu par le CKIB SOO et le TOZ (Toula, Russie). Il fut mis en service dans les rangs des OMON et des Spetsnaz durant la seconde guerre de Tchétchénie. Son surnom « Groza » signifie orage en langue russe.
L'OTs-14-4A « Groza-4 » a une version dérivée, le TKB-0239 (ТКБ-0239), connu également sous le nom de OTs-14-1A « Groza-1 », chambré pour la cartouche 7.62×39mm.

## Données techniques
- Munition : 9 × 39 mm russe ou 7,62 × 39 mm M43 (version Groza-1 des Spetsnaz utilisant le chargeur de l'AKM-59 et la baïonnette de l'AK-74)
- Cadence de tir : 750 coups/min
- Portée efficace : 450 m
- Capacité du chargeur : 20 (9 mm) ou 30 cartouches (en 7,62 mm)
- Canon : 415 mm
- Longueur : 700 mm
- Masse à vide : 3,2 kg/4,1 kg (en incluant celui du lance-grenade de 40 mm adaptable)

## Apparition dans la fiction
L'OC-14 apparait dans les jeux vidéo suivant :
- Socom combined assaut nommée ra14 modèle 7,62x39mm m43
- Ghost Recon Phantoms en tant que pistolet-mitrailleur de haut niveau pour la classe Recon.
- Battlefield 4 sous le nom de Groza 1, ainsi que dans la série S.T.A.L.K.E.R.
- PlayerUnknown's Battlegrounds sous le nom de "Groza Bullpup AR" en version 7,62 × 39 mm M43.
- Ring of Elysium sous le nom de "Groza" en version 7,62 × 39 mm M43.
- Garena Free Fire sous le nom de « Groza ».
- Call of Duty: Warzone et dans Call of Duty: Black Ops Cold War sous le nom de "Groza".

## Sources et bibliographie
Cette notice est issue de la lecture des revues spécialisées de langue française suivantes :
- Cibles (Fr)
- Action Guns (Fr)
- Raids (Fr)
- Assaut (Fr)
- J. HUON, Histoire du Kalasnikov, ETAI, 2011
- Collectif, Armes d'Assaut du Monde, Missions Spéciales Productions,2008.
- R.D. Jones & A. White, Jane's Guns Recognition Guide, 5th Edition, HarperCollins, 2008.
- M. Popenker & A.G. Williams, Assault Rifle, Crowood Press, 2004